# 马克俭
马克俭（1933年10月22日—），湖南岳阳人，中国结构工程专家。

## 生平
1958年毕业于湖南大学土木系，先后任教于贵州工学院和贵州大学。2007年当选为中国工程院土木、水利与建筑学部院士。